# Open de Sevilla
O Open de Sevilla foi um torneio de golfe no circuito europeu da PGA, que foi disputado uma vez, em 2004. Decorreu na Real Club de Golf de Sevilla, em Sevilha, Espanha e foi vencido pelo argentino Ricardo González com 274 (70-66-69-69), 14 abaixo do par. Stephen Gallacher e Jonathan Lomas ambos terminaram empatados, com 276, 12 abaixo do par.

## Campeão

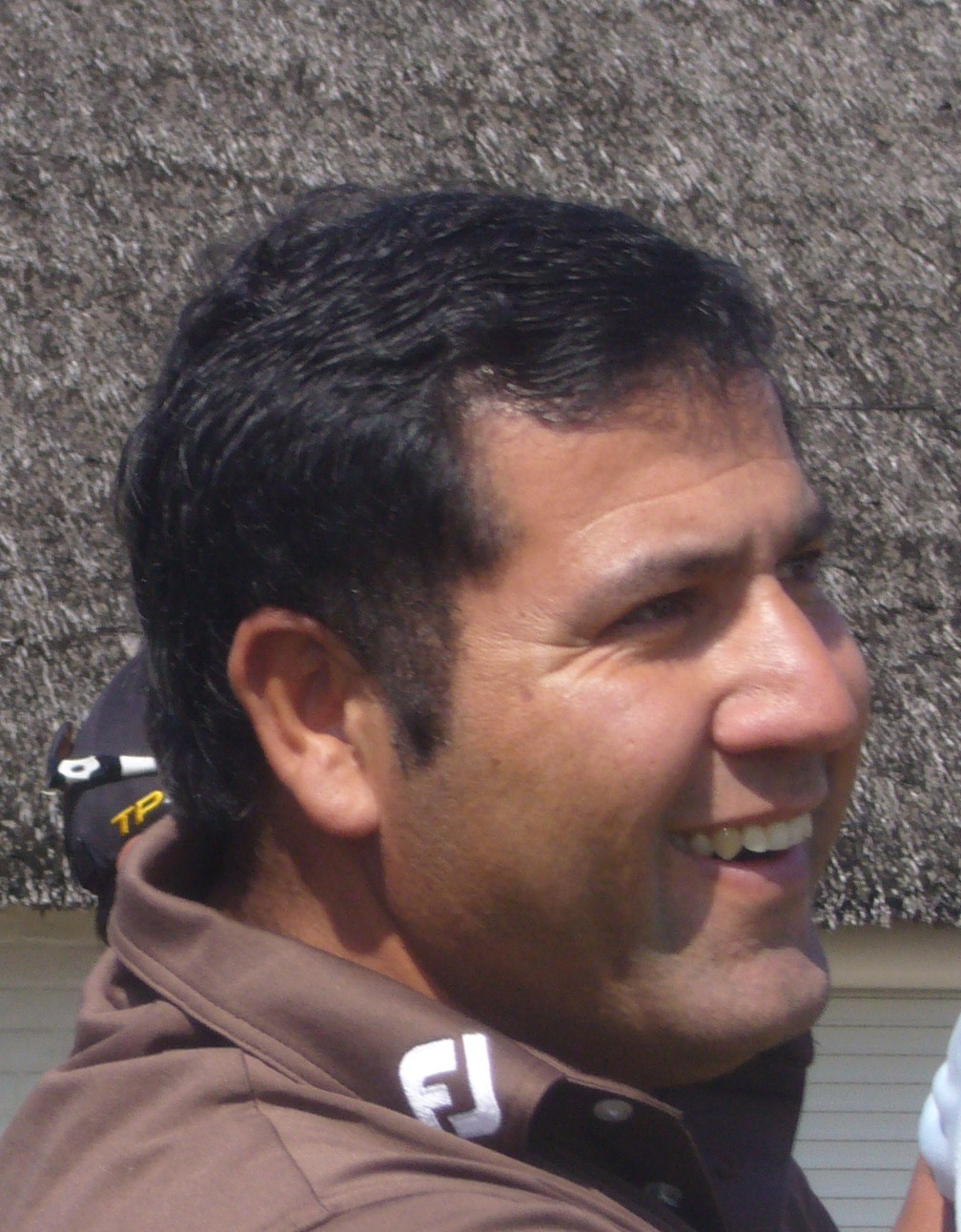
Ricardo marcou 274, ou 14 abaixo do par

| Ano  | Campeão          | País      | Pontuação             | Margem    | Vice-campeões                    |
| ---- | ---------------- | --------- | --------------------- | --------- | -------------------------------- |
| 2004 | Ricardo González | Argentina | −14 (70-66-69-69=274) | 2 tacadas | Stephen Gallacher Jonathan Lomas |